# Ebersecken
Ebersecken est une ancienne commune suisse du canton de Lucerne, située dans l'arrondissement électoral de Willisau.
En 2020, elle est absorbée par Altishofen.

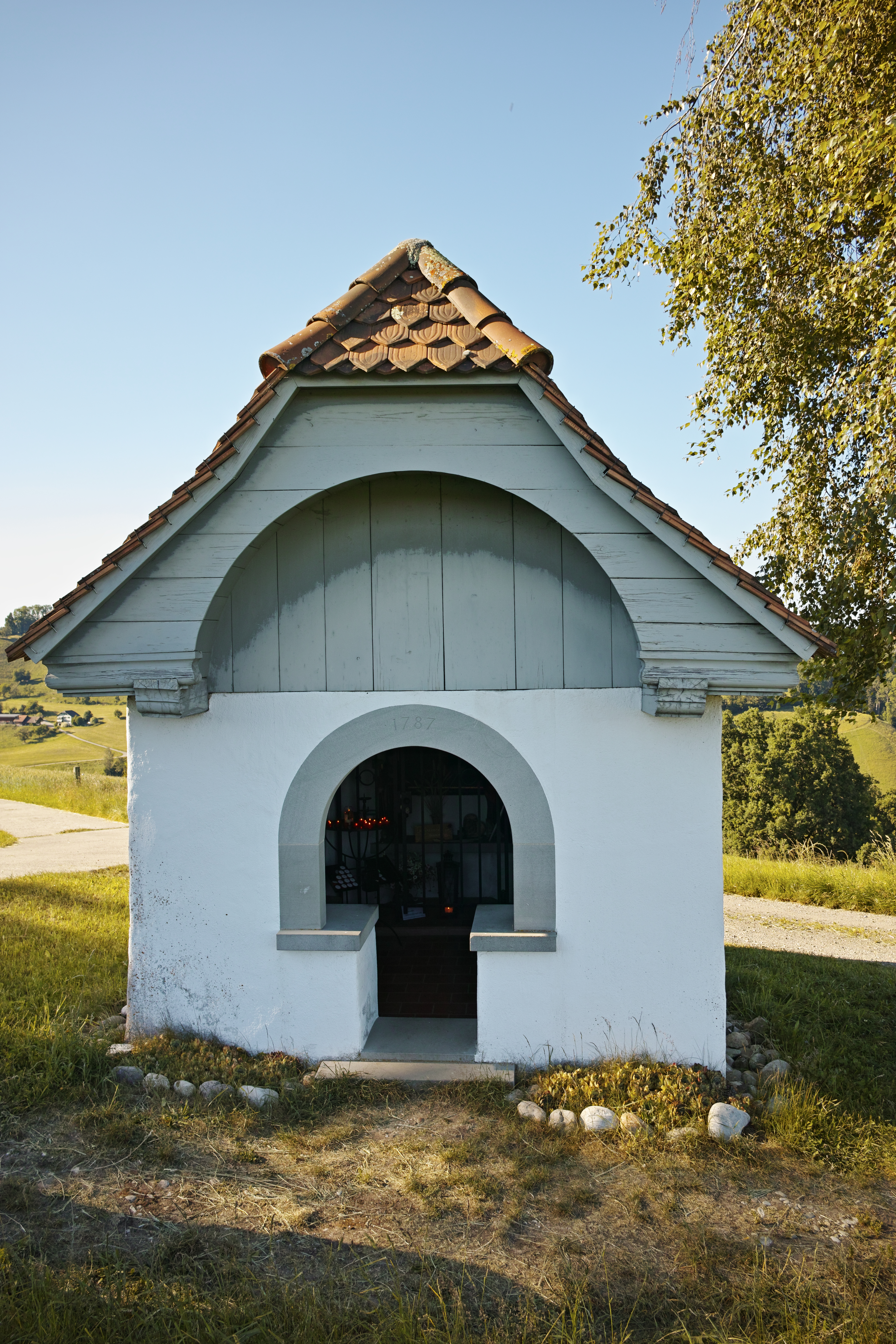
La chapelle St Anton